# Conan Cimmerijanac
Conan Cimmerijanac (eng. Conan the Cimmerian, prema nazivu svoje domovine, Cimmerije) jest izmišljeni lik koji se često dovodi u vezu s podžanrom low fantasy, odnosno mač i čarobnjaštvo, koji je također poznat pod nazivom herojska fantastika. Smatra se najpoznatijim fiktivnim barbarom i uopće jednom od najpoznatijih i najprepoznatljivijih ikona u suvremenoj popularnoj kulturi.
Lik kojeg je stvorio američki pisac Robert E. Howard 1932. godine u seriji pretparačkih priča koje su objavljivane u časopisu Weird Tales do sada se pojavio u licenciranim knjigama, stripovima, filmovima, televizijskim programima i video-igrama, što je doprinijelo njegovoj dugotrajnoj popularnosti. U filmu Conan barbarin iz 1982. i Conan razarač iz 1984. glumio ga je Arnold Schwarzenegger. 2011. izašao je film Conan barbarin u kojem je glavnu ulogu tumačio Jason Momoa ali film nije dobro prošao na kino-blagajnama. 2012. Schwarzenegger je objavio da će se vratitit ulozi Conana u filmu Legenda o Conanu. 2016. je izjavio da je naziv filma promijenjen u Conan Osvajač.